# حمید مطهری
حمید مطهری (زاده ۵ اردیبهشت ۱۳۵۳) بازیکن بازنشسته و دستیار مربی فولاد خوزستان اهل ایران است.
او سابقه بازی برای تیم‌های پرسپولیس، سپاهان و کشاورز را دارد.
مطهری سابقه هدایت تیم نساجی مازندران را دارد.

## دوران حرفه‌ای (بازیکن)

### باشگاهی
مطهری دوران حرفه‌ایی خود را به عنوان بازیکن از تیم فوتبال وحدت تهران شروع کرد. دوران حرفه‌ای او نیز با یک مصدومیت به پایان رسید.

### ملی
او برای تیم امید ایران و تیم ملی ارتش ایران بازی کرده است.

## دوران حرفه‌ای (مربی‌گری)
او دوران مربی‌گری خود را از تیم صبای قم شروع کرد و در ادامه سرمربی امیدهای پرسپولیس نیز شد. از سال ۲۰۲۰ نیز در کنار یحیی گل‌محمدی در تیم پرسپولیس مربی‌گری کرده است.

### نساجی مازندران
وی در تاریخ ۲۹ خرداد ۱۴۰۱ به سمت سرمربی‌گری تیم فوتبال نساجی مازندران انتخاب شد.

## افتخارات

### مربیگری
پرسپولیس:
- لیگ برتر (۲): ۹۹–۱۳۹۸، ۱۴۰۰–۱۳۹۹
- لیگ قهرمانان آسیا: نایب‌قهرمان ۲۰۲۰
- سوپر جام (۱): ۱۳۹۹